# Либерец
Либерец (на чешки: Liberec) е град в Северна Чехия, център на Либерецкия край.
Населението на града е 104 946 души според преброяването на населението от 6 май 2011 г. До Втората световна война жителите на града са главно германци. Немското име на Либерец е Райхенберг.
Либерец е регионална столица на едноименния Либерецки край. В миналото Либерец никога не е бил от голямо стратегическо значение и не е имал собствени укрепления. В него се помещава неголям армейски гарнизон със стара традиция. В рамките както на Чешката армия, така и на НАТО, гарнизонът се специализира в областта на химическата и биологичната защита и деконтаминацията.
В града има университет с предимно техническа насоченост, Научен институт по текстил, който е сред водещите в света в областта на нановлакната, както и голяма регионална болница с около 1000 легла. Сред културните учреждения се открояват Северночешкият музей, Северночешката областна галерия, областната научна библиотека, градският театър.
Значителна част от населението е заето в секторите на туризма, администрацията, услугите, търговията и транспорта. Силно развитата някога текстилна индустрия днес практически не съществува. За сметка на това се е развило производството на части за автомобилната индустрия.

## Исторически имена
- 1352 Рейхинберх – първо споменаване на църквата (Reychinberch)
- 1369 Рейхъмберг (Reychmberg)
- 1385 – 99 Райхенберг (Reichenberg)
- 1410 Рихъмберг (Rychmberg)
- 1411 Хаберсдорф или иначе Райхемберг (Habersdorff alias Reychemberg)
- 1454 градче Рихемберг (явно преди това е било село, градче е специален правен статут) (Stetchin Richemberg)
- 1592 Лихберк – първо споменаване на чешката форма на името ( Lychberk)
- 1634 Райхенберга или Либеркум (Reichenberga sive Libercum)
- 1790 Райхенберг, Liberk (Reichenberg, Liberk)
- 1834 Райхенберг (Reichenberg)
- 1854 Райхенберг, Либерец – първи запис на модерната чешка форма на името (Reichenberg, Liberec)
- от 1945 – единственото официално име е Либерец. Името Райхенберг все още може да се види на някои пътни табели или на разписанията на влаковете в Германия, но и там вече се предпочита формата Либерец.

Разночтенията на формата на немското и на чешкото име между XIV и XVIII век показват не преименуване на града, а нестабилния немски и чешки правопис през Средновековието и през ранната Модерна епоха. В немските варианти на името се отразяват и особеностите на саксонския горнонемски диалект, типичен за немските обитатели на Либерец до 1945 година.

## География
Градът е разположен в широката и отворена на север долина на река Лужицка Ниса (Lužická Nisa, нем. Lausitzer Neisse, пол. Nysa). Долината на Либерец е ограничена на изток от Изерските планини (Jizerské hory, нем. Jisergebirge) с най-висок връх Смърк (Smrk) – 1124 м, на югозапад и запад – от Йещедския хребет (Ještědský hřeben, нем. Jeschken) с връх Йещед (Ještěd, нем. Jeschken) – 1012 м, а на север градът е ограден от ниски хълмове. Хидрографски Йещедският хребет представлява вододел между басейните на Балтийско (на североизточния му склон) и на Северно море (на югозападния му склон).
Средната надморска височина на Либерец е 374 м, като отделните му квартали се разполагат от около 300 до приблизително 600 метра над морското равнище. Река Лужицка Ниса, която извира от Изерските планини, протича през града, като в северните му части в нея се влива по-големият десен приток Черна Ниса. На територията на Чехия, реката не е плавателна и няма стопанско значение. В Либерец, преди вливането на Черна Ниса, тя има среден дебит едвам около 2.2 куб.м/сек. За сметка на това е силно замърсена още от XIX век и е почти мъртва. На територията на града е и канализирана.
Либерец е разположен на границата на две геологични единици – Кърконошко-Изерския гранитен масив на изток и Йещедския кристалинен масив на югозапад. Областта е геологично много разнородна, тъй като на малко пространство са представени структури от почти всички геологични епохи от прекамбрия до холоцена. Това дава възможност и за различно тълкуване на протеклите геологични процеси.
Най-стари са зелено-сиви хлорит-серисти филити от средния и горен прекамбрий, които представляват преобразувани дънни морски седименти от преди повече от 570 милиона години. Тези филити са подложка за кварцит. Намират се в околността на връх Йещед и в долината на река Ниса в северната част на града. От района на хребета Йещед са известни камбрийски кварцити и филити, доказващи бавното отлагане в недълбоко море. Метаморфозите на тези седименти при повишено налягане и температура протекли още в предкамбрийско време при каледонското нагъване.
Над предкамбрийските слоеве се намира черносив тънък слой от металидити, съставени от кремък примесен с графит. В миналото някои филити са били добивани като камък за покривни плочи. Качеството на либерецките покривни филити обаче не било достатъчно и не след дълго добивът бил преустановен. Към камбрия принадлежат и метадиабази и зелени диабази (аспиди). Слоевете са неравни и накъсани, вероятно в резултат от старокаледонско нагъване.
И през ордовика и силура продължило отлагането на фини седименти, днес преобразувани в кварцити, от които е главната част на връх Йещед. Над слоя на кварцитите се намират отново сиви и сивочерни филити с примеси на графит и неравномерни слоеве от кристализирал варовик и доломит. В миналото са съществували множество кариери на двете страни на йещедския хребет. Добивал се е тъмносив, бял, жълт и жилкуван варовик. На западния склон на Йещед в слоевете кварцити от ордовика и силура се срещат малки количества полускъпоценни камъни, които са били добивани в миналото. В този район се срещат и пещери с карстови образувания, които не са особено големи, защото слоевете варовик са тънки и под голям наклон. Към края на силура седиментацията е прекъсната от младокаледонските нагъвания.

## Хералдически знаци
Град Либерец има свои хералдически герб и знаме.
Либерец се сдобива с герб през 1577 година, който му е бил даден от императора на Свещената Римска империя, крал на Бохемия, крал на Унгария и ерцхерцог на Австрия, Рудолф II фон Хабсбург (1576 – 1612), по молба на тогавашните господари на областта, графовете фон Редерн.
На герба е изобразен сребърен щит, върху който е изрисувана червена крепостна стена със зъбци, с две кули и порта, чиито врати върху сребърни панти са отворени, а златната решетка със сребърни върхове е полуспусната. Всяка от кулите има малка отворена портичка с амбразура, над която се намира зарешетен прозорец. Кулите продължават със зъбци и завършват с червен островърх покрив със златна топка и синьо знаменце, което се вее надясно. Над портата виси син щит със сребърно колело (гербът на рода фон Редерн). Над крепостната стена, изправен на задните си крака и също обърнат надясно, стои коронован златен лъв рампант с червен език.
Знамето на Либерец е разделено хоризонтално на две еднакво широки ивици – червена и бяла, като в центъра му е разположен гербът на града. Исторически погледнато това е знамето на Бохемия, обогатено с градския герб.

## История

### От древността до 1352 година
На територията на Либерец и близките му околности са известни човешки останки и сечива от неолита, приблизително от 3000 години пр. Хр. Не са намерени останки, а вероятно не е и имало постоянни населени места, защото климатът и природните условия не са благоприятствали развитието на животновъдството, нито на земеделието. Известна е находката на каменна неолитна секира от Вратилсавице над Нисоу, което е част от либерецката агломерация.
Находките от медната и бронзовата епохи са също спорадични. Най-интересната от тях е известна днес само по данни от литературата. Представлявала е бронзова секирка дълга около 20 см и с ширина на острието 5,5 см, вероятно от XII век пр. Хр. Била е открита през 1936 година и предадена в сбирките на Института за судетогермански регионални проучвания. Съдбата на находката след 1945 година е неизвестна.
В периода V-I в. пр. Хр. целият район е обитаван от келтски племена, едно от които са бойите, дали името на цялата страна – Бохемия (Bohaemia). Въпреки че на територията на града и в най-близките му околности нямаме еднозначно потвърден келтски опидиум (oppidium = укрепено селище), запазени са много топоними и хидроними, които се извеждат от келтски. Такива са например имената и на двете ограждащи планини – Изерските (изер = тресавище, торфено блато, каквито има много на платата на тези планини) и на хребета Йещед (Йешке), името на река Ниса (Наиса) и др.
Около началото на християнската ера келтите са изтласкани на югозапад от германите – специално Бохемия е населена от маркомани, с които няколко пъти се сблъсква и могъщата Римска Империя. На територията на Либерец и близката околност има находки на отделни римски монети от периода I-III в. сл. Хр., тъй като през областта е минавало едно от разклоненията на Янтаровия Път, свързващ от древността Италия с Балтийско море. Смята се, че през този период вече е имало отделни крепости или стражеви кули – в развалините на замъка Девин (Děvín) и в Петровице (Petrovice), и двете недалече от съвременния град.
През VI-VII век германците на свой ред са изтласкани на запад от славяните. Смята се, че славянски заселници са проникнали в долината на река Лужицка Ниса от север, вероятно в началото на VII век. На територията на Либерец и в най-близката му околност няма намерени следи от славянски градища, така че вероятно и заселването през VII-X век е било рядко.
Около времето на славянското заселване територията на Либерец е била в рамките на Държавата на Само – франкски търговец, който в първата половина на VII век обединил славянските племена в Средна Европа в противоаварска коалиция (623 – 658). След смъртта на Само (+658) коалицията се разпаднала. Нямаме обаче никакъв конкретен писмен източник, нито археологическа находка от Либерец и близката околност, които да се свързват с Държавата на Само.
През IX и X век областта на Либерец се е намирала на границата между два могъщи славянски племенни съюза – на милчаните на север и на белите хървати на юг. И двете групи се намирали на периферията на Великоморавия, макар да няма данни до каква степен наистина са били зависими от князете/кралете във Велеград. Със сигурност васални спрямо мораваните са
били чешките князе от династията на Пршемисловците. Около 895 година чешкият княз Спитигньев (Spytihněv) успял да се освободи от опеката на отслабващата Великоморавия и през първата половина на Х век либерецката област станала част от чешкото княжество и оттогава до днес съдбата на целия район е свързана изцяло с тази на Чехия. И през този период археологичните находки от района не показват той да е бил важен икономически или стратегически или да е бил по-гъсто заселен. Самото название на района в този период – Загвозд (Zahvozd = Задгорие) създава усещането за далечна, периферна област.
През XIII и XIV век при късните Пржемисловци, особено при управлението на крал Пршемисъл Отакар II (Přemysl Otakar II) (1253 – 1278), протича колонизация на периферните земи на кралство Чехия предимно с немски колонисти. За района на Либерец това са предимно саксонци, но и известно количество фламандци. Особено са се ценели познанията и уменията на немците в минната дейност. По това време територията била управлявана от рода Марквартици (Markvartici). Все пак първото известно по име село на територията на днешната градска агломерация, Вратиславице над Нисоу (Vratislavice nad Nisou, средновековно Wratislawitz), има славянска основа, което се доказва от името, регистрирано на документи от XIV век. Немското му име, Маферсдорф (Maffersdorf), е документирано от значително по-късно време. Славянски произход има и селото на мястото на долния център на днешния Либерец, като за неговото име Хавлов може да съдим непряко от по-късни документи. Предполага се, че село Хавлов е могло да съществува още през XII век. На територията на града и в близката му околност има следи от проспекторска дейност. Били са оценявани залежите на желязна руда, но до добив не се стигнало. Като резултат обаче, на мястото на днешния Бенешов площад (Benešovo náměstí), преди Староградски площад (Staroměstské náměstí, нем. Altstädter Platz), се появило немското село Райхенберг, някъде в края на XIII век. Анализът на името – „богат връх“, показва по-скоро пожелание, отколкото реално богатство. Районът бил изключитлено беден. В средновековието пожелателните имена не са изключение при основаването на ново населено място.
Към края на управлението си крал Пржемисъл Отакар II отнел управлението на целия район от Марквартиците и в началото на 1278 година го предал на саксонския благородник Рудолф фон Биберщайн (Rudolf/Rulko von Bieberstein). Фридлантският клон на рода държал Либерец и много други имоти в Северна Чехия като лена на чешката корона чак до измирането си по мъжка линия в лицето на Кристоф фон Биберщайн през декември 1551 година.

### Късно Средновековие и Ренесанс
През 1352 година за пръв път фигурира името на село Райхенберг в книгата за събиране на папския десятък (Registra decimarum papalium) на територията на архидеканата в Млада Болеслав, който бил определен само на 2 сребърни гроша годишно, което свидетелства за страшна бедност. В същия документ фигурира и името на друго село на територията на днешния град, Рохлице (Rochlitz), което също плащало 2 гроша данък.
Към същия период се отнасят и първите писмени сведения за две укрепления – Хамерщайн (Hamerštejn, нем. Hammerstein) и Йездец (Jezdec, нем. Reitstein), чиито развалини днес са на територията на града. Всъщност управлението на селата в района се извършвало от неголемия укрепен замък Хамерщайн. Недалече от него се усмихнало миньорското щастие и били открити, a от XV до XVIII век и експлоатирани, залежи на желязо, калай, олово и сребро. И двата замъка били държани от рода фон Биберщайн. Истинският център на северочешките владения на рода фон Биберщайн обаче бил добре укрепеният замък и градът под него Фридланд в Чехия (Frýdlant v Čechách, нем. Friedland in Böhmen), разположен на около 28 км на север от Либерец.
Постепенно през втората половина на XIV век в документите се появяват имената на различни села, влезли днес в градската агломерация – Махнин (Machnín, нем. Machendorf), Красна Студанка (Krásná Studanka, нем. Schönborn) и т.н. Част от тях били основани и принадлежали на друг силен феодален род от Саксония – господарите фон Донин (von Donin), който управлявал своите владения главно от замъка Графенщайн (Grabštejn, nem. Grafenstein) и от близкото градче Храдек над Нисоу (Hrádek nad Nisou, нем. Grottau), на около 25 км на северозапад от Либерец. Между родовете фон Донин и фон Биберщайн нерядко избухвали съдебни спорове и дори малки локални войни за властта над едно или друго село, както и за използването на едно или друго разклонение на древния Янтаров Път, минаващо през земите на единия или другия род, по което се събирали мита.
Краят на XIV век донесъл тежка обществена и интелектуална криза на чешкото общество, която постепенно обхванала всичките му слоеве. Брожението против богатството на Църквата и продаването на индулгенции избухнало с пълна сила в началото на XV век, а след изгарянето на клада на 6 юли 1415 на църковния реформатор Ян Хус (Jan Hus) по време на църковния събор в Констанц, положението станало неудържимо. Смъртта на бездетния и неособено популярен чешки крал Вацлав IV фон Люксембург (1376 – 1419) била сигнал за започване на гражданска война, която щяла да продължи осемнайсет години – 1419 – 1437, а последствията от нея щели да се усещат почти до края на века. Тази революция останала в чешката история известна като Хуситски войни. По време на хуситските войни районът около Либерец останал предимно католически. Към лагера на хуситите от главните поземлени собственици се присъединил само родът фон Донин.
Либерец и неговата околност били пряко засегнати от хуситските войни едвам в тяхната втора фаза – 1427 – 37. На територията на града се разиграла само една битка – на 16.XI.1428 край Махнин, между войските на католическите Горни Лужице (Horní Lužice, нем. Oberlausitz – тогава част от Земите на чешката корона) и хуситската армия. С цената на значителни загуби, горнолужицките войски победили и отнесли богата плячка. Краят на хуситските войни донесъл всеобщо обедняване и намаляване на населението и на райони като либерецкия, които пряко не били пострадали силно от самите военни действия.
След кратък период на затишие в северните части на Чехия периодично избухвали размирици между отделни благороднически родове или нашествия от Горни Лужице. Във връзка с опитите на централната власт в лицето на чешкия и унгарски крал Ладислав Постум (роден след смъртта на баща си Албрехт II фон Хабсбург) да въведе ред издавайки съдебни решения, за пръв път през 1454 година се срещаме с означението на Райхенберг като „градче“. Не е сигурно обаче, дали това е отговаряло на реалното правно състояние, защото селището все още нямало собствена съдебна книга, т.е. не изпълнявало условията на статута „градче“.
Към същия период спада и основаването на първите занаятчийски цехове в града, като например този на тъкачите на платно. В лицето на тъкаческия занаят – предимно на вълнени и ленени тъкани, бил намерен поминък, който щял значитлено да допринесе за богатството на града в следващите над 500 години.
През периода 1463 – 1470 по време на войните за чешката корона между хуситския крал Йиржи от Подьебради (1458 – 1471), който владеел в централните Земи на Чешката Корона и католическия унгарски крал Матиас Корвин (1468 – 1490), признат за крал в периферните Земи на Чешката Корона, родът фон Биберщайн симпатизирал и подкрепял с войски Матиас Корвин. В резултат на военните действия през 1469 Либерец бил напълно опожарен.
Към края на XV век се отнасят и първите съобщения за еврейски семейства в Либерец. По всяка вероятност ставало въпрос за много малко хора, защото не е записан броят им, няма данни и за каквато и да е еврейска организация.
Значително успокоение на политическите сътресения и икономически напредък донесъл краят на XV и началото на XVI век.
В началото на века Либерец бил градче от дървени сгради. Както първата църква Св. Антоний Велики, построена през XIV век, така и втората, построена на нейното място след Хуситските войни от Вацлав фон Биберщайн през 1449 година, били дървени. Първото градско училище се споменава за пръв път през 1544 година, било също дървено. Училищните знятия в този най-ранен период се водели от градския писар. Нарастването на нуждата от образовани граждани в града се документира от факта, че още през 1564 година капацитетът училището не достигал и с финансовата помощ на новите собственици, графове фон Редерн, било изграден ново, по-голямо.
През 1538 Йоахим фон Биберщайн купил едно неголямо стопанство от гражданина Антон Плишке и започнал преустройството му.
Виждаме илюстриран постепенният преход на управлението от западащия замък Хамерщайн към града. При предаването на ленното владение на новия владетел, Фридрих фон Редерн (+1564), през 1558 година, замъкът Хамерщайн за пръв път е описан в документите като запустял. Центърът на цялата област все още обаче оставал във величествения замък Фридланд.
Административно градчето се ръководело от хайтман (нем. r. Heitmann), но някои дела били пряко зависими от феодалните господари. В началото самоуправлението му се осигурявало от кмет-управител (рихтар, нем. r. Richter) начело на съвет от консули. Постепенно рихтарят се превърнал просто една от висшите административни длъжности, като към задълженията му спадали и дребните престъпления и събирането на глоби. Кметската функция се прехвърлила на градоначалника (нем. r. Burgmeister), каквото останало положението чак до 1945 година. През 1538 година се споменава и името на първия бургмайстер Симон Поселт. Градският съвет бил съставен от 8 – 10 консули (съветници), двама градски старейшини с контролни функции, трима църковни настоятели и от градския писар. Първата градска книга била начената 1542 година, към нея през 1560 бил придаден господарският урбариум, който представлявал примитивна форма на кадастър. От 1561 година била заведена и градската сметна книга, в която кметът записвал приходите и разходите.
Към първата трета на XVI век спада и постепенното преминаване на района към лютеранството, след като към него се обърнали последните господари от рода фон Биберщайн. Принципът „Cuius regio, eius religio“ – чиято е областта, неговата вяра [се изповядва], важал със силата на закон както през Средновековието, така и през Ренесанса. Пражкият архиепископ се опитал да протестира. През 1563 година Фридрих фон Редерн получил заповед да отстрани от длъжност всички лютерански свещеници, а през 1565 година бил изпратен католически свещеник – Грегор Фюгер. Изглежда обаче, че никой не приел заповедта сериозно и дори не е сигурно, че отец Фюгер изобщо някога бил въведен в длъжност.
След измирането на фридландския клон на рода фон Биберщайн по мъжка линия през 1551 година, цялата област била управлявана директно от Придворната Канцелария в Прага. Императорът на Свещената Римска империя (1556 – 1564) и крал на Чехия (от 1526 г.), Фердинанд I фон Хабсбург отказал да предаде имота на клона на рода фон Биберщайн от Форст (von Bieberstein zu Forst). През 1558 била продадена за 40 000 купа пражки гроша (1 куп, чешки kopa, лат. hexagena = 60 гроша, т.е. за 2 400 000 гроша, или ок. 8.5 тона сребро с проба 900/1000) като кралско ленно владение на стария и много богат силезийски род фон Редерн (von Redern), чиито предци се споменават от XII век. Фридрих фон Редерн, като президент на Придворната Камара на Долна и Горна Силезия, повечето време живеел във Вроцлав, днес в Полша. Още при купуването на Фридландското имение през 1558 година, го разделил на две – северна част с център Фридланд и южна с център Либерец. Във връзка с постепенното увеличаване на значението и правомощията на Либерец, бил създаден първият печат на градчето през 1559 година. През следващата година Фридрих фон Редерн дал право на гражданите да варят собствена бира. Подобна привилегия била от изключително значение в страните от Средна Европа в края на Средновековието и през Ренесанса, тъй като обичаната напитка съществено пълнила градската каса, с което допълнително подсилвала благоденствието и самочувствието на гражданите.
Към стопанските сгради, закупени през 1538 година от Йоахим фон Биберщайн, бил построен през 1565 година дом на хайтмана на Либерец. Домът станал основа на днешния градски замък – по същество представлява неговото западно крило. През периода 1583 – 87 братята Кристоф I и Мелхиор, синове на Фридрих фон Редерн, генерално преустроили дома на хайтмана в малък ренесансов замък с незначително, по-скоро декоративно укрепление с амбразури за пушки, две овални кули откъм града и укрепена порта.
На 11 април 1577 императорът на Свещената Римска империя и крал на Чехия Рудолф II фон Хабсбург (1576 – 1612) издал документ, с който значително променил статута на Либерец. Градът бил дарен с герб, който да бъде изобразен и на градския печат, и право на два панаира от по осем дни – на 13.VI. и на 11.IX., първият от които се провежда и до днес, с прекъсване само по време на Световните войни и на комунистическото управление от 1948 до 1989 година.

### До средата на XVII век
Около времето, когато на Либерец бил даден герб от император Рудолф II, се появил нов феномен в културния живот на създаващия се град. Към 1574 спада записът на първо публично театрално представление на пътуваща трупа. Първата местна трупа се образувала едвам около 1595 година под ръководството на младия учител Мартин Хениш, като актьори били учениците му. Представленията ѝ били особено популярни. Най-старото, за което имаме по-точна представа било изнесено вечерта на Нова Година 1600 с коледна тематика. Градът заплатил за представлението в бира на стойност 54 крайцера.
През юни 1602 в салона на новостроящото се кметство гостуваща трупа изнесла Великденска комедия. Става въпрос за особено контроверзен и рядко поставян жанр в строго лютеранска среда в началото на XVII век. Предполага се, че е ставало въпрос за куклен театър, защото жив артист не би посмял да се появи пред публика с такъв репертоар.
Последната постановка от този период, за която със сигурност знаем, е пиеса за Давид и Авесалом, изнесена от градските учители и ученици през март 1604 година.
Вдовицата на Мелхиор фон Редерн, графиня Катерина, била почитателка на музиката и създала първия либерецки градски оркестър през 1607 година. Преди това градските музиканти обикновено съпровождали театралните постановки. Към оркестъра, който бил плащан от градската каса, бил придружен и градски хор от четири члена през 1612 година. Хорът от своя страна бил плащан от средствата на графиня Катерина. Към задълженията на оркестъра спадало и тръбенето от кулата на кметството, както и барабаненето на всеки половин час.
В самото начало на професионалната музикална дейност в Либерец спада и кариерата на първия композитор, Христофор Деманциус (1567 – 1643), автор на светски и храмови песни, някои от които до днес се използват при лютерански богослужения. Също така е писал мотети, псалми, меси и военни песни. Творил е преди всичко в Саксония, починал е във Фрайберг, където бил известен като Reichenberger Musiker (Либерецкия музикант).
През 1582 година градският съвет взел решение да приюти временно 60 евреи, бягащи от поредната чумна епидемия в Прага. Това решение днес изглежда банално, но в края на XVI век приютяването на друговерци се приемало като изключително сериозно събитие и фактът, че се взимало без участието на местния феодал, ясно показва относително голямото значение на града, както и относително толерантното отношение към инакомислящите по времето на император Рудолф II. Изглежда, че приблизително тогава се зародила еврейската общност в Либерец. Имаме запис в градската книга от 1619 година, че е било платено на „евреина Исаак“ за пренасянето на камъните за павиране на градските улици. B запис от 1622 същият Исаак се споменава като собственик на дом на днешната Московска улица – т.е. в самия градски център. Този запис показва, че в началото на XVII век в Либерец е нямало гето – християни и евреи живеели като съседи.
Малката дървена градска църква Св. Антоний, спомената за пръв път през 1352 година, вече не достигала на разрастващото се градче и през 1579 година бил започнат строежът на нов зидан храм. Кулата на западната страна била завършена на 20.IX.1582, когато хейтманът Йоахим Улрих фон Розенфелд положил паметно писмо в купола ѝ. Строителят Георг Лейполд обаче напуснал строежа към края на 1583 година, без да го завърши – смята се, че от страх да не се наруши статиката на стените при издигане на сводовия покрив. За завършването бил поканен италианецът Марко Антонио Спацио, който укрепил стените с контрафорси и през ноември 1587 завършил покрива на храма. Тази строителна фаза на църквата може да се види на либерецката Пиета – барокна релефна икона от 1730 година, както и на една гравюра от 1752 година.
Нарастващото самочувствие на Либерец се проявило и в построяването на първото каменно кметство на Староградския (днес Бенешов) площад през 1599 – 1603. Проектът отново бил зададен на италианския архитект, живеещ в Гьорлиц, горни Лужице (днес разделен между Полша и Германия), Марко Антонио де Ланчио, наречен Спацио. Кметството представлявало правоъгълна късноренесансова сграда 40х28 лакътя (23.70х16.60 м) с осмоъгълна часовникова кула. Сградата имала много дълбоко двуетажно мазе, в което се помещавала изключително популярна кръчма. В мазето бил уреден и затвор за длъжници. Кметството било разрушено чак при построяването на новото кметство през 1891 година. Гражданите толкова обичали старото си кметство, че запазили фрагменти от него, вградени в различни сгради. Градската камбана например се появила на новото кметство, а копие на кулата било построено върху сградата на градския музей през 1899 – 1900 година.
Значението на града като център на самоуправление било подсилено и със завеждането на първата градска съдебна книга с право на изпълнение на смъртни присъди през 1585 година. В нея се записвали признанията, получени чрез мъчения, както и произнесените присъди. Още през 1570 година на Староградския (днес Бенешовия) площад се появил позорен стълб. Градските съветници били натоварени с изпълнението на длъжността съдии. Била въведен длъжността градски палач, който обаче се занимавал предимно с мъченията. Смъртните присъди обаче трябвало да бъдат потвърждавани от феодалните господари, по-късно от апелационния съд в Прага. Потвърдените смъртни наказания се изпълнявали на хълма Пернщайн от палачи от Цитау (Zittau) или Фридланд.
Заедно с построяването на представителни обществени сгради, вървяло и благоустройството на града. През 1566 година бил построен дървен водопровод до фонтана на площада. През 1587 хайтманът Йоахим Улрих фон Розенфелд започнал строеж на водопроводна мрежа, която снабдявала отначало само фонтана и новия градски замък, но през 1612 година се разрастнала и до други части на града. Към първата трета на XVII век спада и смяната на дървените тръби с керамични. В този период отделните домове, ако не броим замъка, не били водоснабдени – хората черпели питейна вода от градските фонтани, които според документ от 1662 година били седем. Още през 60-те години на XVII век започнало събирането на водна такса (нем. Röhrgeld, т.е. тръбна такса), която служела за поддръжка и разширяване на водопроводната мрежа.
Интересен мотив в разширяването и подобряването на водопровода било снабдяването на градския пивовар с качествена вода. В началото всеки дом с право на варене, варял собствена бира според установени квоти. Варяло се пшенично и ечемично пиво и от всяка варка се плащал данък на феодалните собственици един и половина талера. Градската управа била натоварена да следи за качеството на бирата. През 1592 година Мелхиор фон Редерн обновил правото на гражданите да варят бира, но вече предполагал основаването на градски пивовар. В съответната привилегия четем, че това се прави, „та общината да има повече средства за поддържане на училището, църквата и изобщо за подобрението на града“. Основният камък на пивовара бил положен през 1595 година в долния център, недалече от река Ниса. По същото време недалеч от замъка стоял и друг, т. нар. господарски пивовар. Необходимият квас за пиво се произвеждал в дървена сграда недалече от Староградския площад, построена през 1576 година, но добре развиващият се бизнес позволил тя да бъде препостроена от камък още през 1605 година. Към 1604 година имаме документирана и градска спиртоварна. Алкохолът произвеждан в нея се е сервирал в кръчмата на кметството, но част се и търгувал в околните градчета и села. През 1609 година графиня Катарина фон Редерн издала на града привилегия за монополна търговия със сол срещу годишен данък към феодалните господари от 35 парчета (мярката „парче“ е варирала от 16 до 25 кг) сол в натура или еквивалента им в пари.
Към 1579 година, с идването на първите двама майстори, започнало производството на сукно от местна вълна. Една година по-късно била отворена и градската бояджийница за сукно, графове фон Редерн построили тепавица. Около 1580 е документиран първият износ на сукно за Германия – търговия, която процъфтявала дори в условията на трийсетгодишната война (1618 – 1648). На 21.II.1599 бил формално създаден либерецкият цех на тъкачите на сукно. В началото имал 10 майстора, нямало ограничения за приемане на чужди калфи за членове и нямало още и квоти за калфите и чираците при определен майстор, нито квоти за количеството произведено сукно. Тези условия били направени по-строги при издаването на втората привилегия на цеха от граф Кристоф фон Редерн през ноември 1620 година.
Икономиката на града била обогатена през 1599 и с първата манифактура за производство на вар от местни варовици в подножието на Йещед. Към този период спадат и каменоломните за гранит. Това отразява и засиленото търсене на строителни материали при увеличаващия се дял на каменното строителство в града и близката му околност. От цялата тази индустрия са останали няколко неголеми каменоломни за два вида гранит с много добри както технически, така и декоративни качества.
Засилената роля на Либерец като управленски център се подчертавала и от разширението на замъка. През 1604 – 1606 по поръка на графиня Катерина фон Редерн бил построен параклис, чиито ценен резбован мобилиар и таван е запазен в голямата си част до днес. За сестрата на графиня фон Редерн, графиня Николета Ностицка, било пристроено едно крило през 1609 година. През 1615 година по-старото крило на замъка изгоряло. Легендата говори, че това било Божие наказание, загдето Катерина фон Редерн взела чудотворната статуя на Св. Дева от близкия манастир в Хейнице (Hejnice, нем. Haindorf) и претопила свещите, подарени на статуята от вярващите, като от восъка направила обикновени свещи за замъка си.
Пожарите били чест и голям проблем за едим предимно дървен град. През 1607 година градското училище и съседният дом на свещеника изгорели. Това дало повод за следващо разширение на училищните сгради с финансовата подкрепа на графиня Катерина, което било завършено през 1611 година. По същото време тя финансирала и построяването на първия градски шпитал с малък параклис към него в долната част на града – бившето село Хавлов. Тази институция била едновременно болница, но и приют за бедни и престарели граждани. До прогонването си през 1621 година, фамилията фон Редерн изцяло финансирала хода на шпитала. Самият той функционирал до събарянето си през 1836 година.
През 1609 година предприемчивата графиня Катерина основала една от днешните градски части, която и до днес носи нейното име – Катержинки (Kateřinky, нем. Katharinaberg). Кварталът бил отначало самостоятелна община и бил населен почти изключително с тъкачи на платно, което в този момемт носело основните приходи както на свободните граждани, така и на господарите фон Редерн.
Около и след смъртта на император Рудолф II и по време на управлението на брат му, император Матиас фон Хабсбург (1612 – 1619), силно нараснало напрежението между католици и протестанти в цялата Свещена Римска Империя на Германския Народ, като Земите на Чешката корона не били изключение. На 18.V.1618 група чешки протестантски благородници изхвърлили наместника на императора в Прага от прозореца на канцеларията в пражкия замък, с което започнал най-кръвопролитният конфликт в историята на Европа преди XX век – Тридесетгодишната война (1618 – 1648). Изтощила икономиките на всички държави, които взели участие, струвала живота на около 10 милиона души и значително променила равновесието на силите в Европа. Макар по силата на лютеранското си вероизповедание, Кристоф фон Редерн да бил еднозначно против католическия император, началото на конфликта не изглежда да е повлияло неговата позиция в Чехия и до май 1621 година издавал документи от замъка си във Фридланд. Тъй като не откликнал на поканата на императора Фердинанд II фон Хабсбург (1619 – 1637) за съд, имотите му в Чехия били конфискувани и той избягал в съседните Горни Лужице, а още през юни същата година Фридланд и Либерец били продадени на граф Албрехт фон Валдщайн (Albrecht z Valdštejna, нем. von Waldstein). Кристоф фон Редерн встъпил в армията на противниците на императора и по време на шведската окупация на района – от май 1639 до февруари 1640 за последен път бил във Фридланд и Либерец.
След конфискацията на именията на рода фон Редерн в Чехия през 1621 година, обеднялата поради войната императорска хазна наложила продажбата му още през юли 1622 като наследствено ленно владение на граф Албрехт Вацлав Еусебиус фон Валдщайн за неголямата сума от 150 000 жълтици. Графът успял да превърне Фридлант и Либерец в едно неделимо ленно владение (fideicomes), което означавало, че разпокъсването му било възможно само с изрична императорска заповед. Тъй като граф фон Валдщайн бил един от най-добрите пълководци на императора, през 1625 година му била призната княжеска титла, а по-късно бил провъзгласен и за херцог на Фридлант. Придворните интриги, но и недоказуемото подозрение, че графът е преговарял с противниците на императора през 1630 и 1633 година да го признаят за крал на Чехия, довело до заговор за неговото отстраняване и на 25.II.1634 той бил убит в западочешкия град Хеб (Cheb, нем. Eger). Фридлантското имение на граф фон Валдщайн било предадено на верния на императора граф фон Галлас (von Gallas).
При приемането на управлението на Либерец от граф фон Валдщайн, гражданите поискали обичайното потвърждение на правата си от новия господар. Вместо това обаче им било отнето правото да варят собствена бира, както и градският пивовар, с което бил нанесен съществен удар по общинския бюджет. Гражданите протестирали, но спорът така и не бил решен до 1680 година, когато император Леополд I фон Хабсбург (1658 – 1705) го решил окончателно в полза на графове фон Галлас.
Макар Албрехт фон Валдщайн да бил от протестантско семейство и да бил завършил протестантския университет в Алтдорф край Нюрнберг, през 1606 година конвертирал към католицизъм, тъй като така можел по-бързо да направи кариера служейки на католическия император на Свещената Римска Империя. Албрехт фон Валдщайн се заел с рекатолизацията на своите владения и още през 1624 година изпратил пражкия каноник Йохан Трибурциус Котва с петдесет войника да прогонят протестантските свещеници от Либерец и Фридланд и да установят първия католически свещеник Августин Щайн. Поради географската близост на протестантските в този момент Лужице и Силезия, прогонените свещеници могли от време на време да се завръщат и да провеждат богослужения, както и вярващите могли лесно да ходят на църква в съседните райони. В началото населението и финансово подкрепяло прогонените протестантски свещеници. Граф фон Валдщайн нямал интерес от насилствена рекатолизация, тъй като именията му изхранвали и снаряжавали войските му. Въпреки всичко трябвало да потуши няколко протестантски бунта през 1627 и 1628, а през ноември 1631 тълпата убила ненавиждания втори по ред католически свещеник на Либерец, Андреас Щомойс. Въпреки че убийците никога не били хванати, граф фон Валдщайн отнел градската мелница и пет свободни градски имота, както и правото на града да събира мито, което значително подкопало общинския бюджет. Заедно с това от градската каса били изплатени 2205 жълтици ограбени от убития отец Щомойс. Смъртта на графа през февруари 1634 година, както и последвалите чести нахлувания на протестантски войски в района, не създавали условия за успешна контрареформация и до средата на XVII век Либерец оставал предимно протестантски град.
По времето на граф фон Валдщайн, въпреки продължаващата Тридесетгодишна война, двата клона на текстилната индустрия – производството на платно и на сукно, успешно се разраствали и поддържали търговски контакти с Англия, Холандия и Германия. Капацитетът на старата тепавица от 1579/80 не достигал и през 1632 година в село Рохлице (днес квартал на града), на брега на река Ниса, била построена нова зидана тепавица. Тя донесла значителни приходи на графа, защото майсторите на сукно били задължени да плащат такса за използването ѝ. През 1633 година цехът на майсторите на сукно си построил и нова бояджийница, която служела чак до XIX век. За значението на цеха на тъкачите на сукно говори и фактът, че от новата 1631 година по заповед на хейтмана започнало изграждане на нов квартал специално за тях – т.нар. Нов Град (Nové Město, нем. Neustadt) около голям площад 100х60 метра. (Neustädter Platz, днес Sokolské náměstí). Къщите били двуетажни, предимно от дърво, като необходимите дървен материал, камъни и тухли били доставени от господарските имения и манифактури. Цената на една къща била определена на 400 жълтици, като купилите ги били освободени за седем години от всякакви данъци и ангария.
Два от домовете били продадени като „клубове“ съответно на майсторите и на калфите от цеха, за 1200 и 400 жълтици съответно.
В новия квартал било решено и водоснабдяването – през 1633 година водопроводът бил продължен до площада и бил построен фонтан, от който можело да се налее вода.
Търговията с платно и сукно била в ръцете на прекупвачи и едри търговци. Един от по-важните в района бил евреинът Якоб Бассеви, който получил специални привилегии от граф фон Валдщайн за търговия в цялото Фридландско херцогство. Кантората и складът на Бассеви били в Либерец. Освен платно и сукно, в условията на продължаваща война, процъфтявали всички отрасли на индустрията за снаряжение на войниците, както и добре организирана система за изкупуване и складиране на храни на територията на херцогството.
След прогонването на граф Крищоф фон Редерн през 1621 година, шпиталът, основан още от майка му, графиня Катарина, пустеел и през 1628 година граф фон Валдщайн наредил да бъде обновен, като след това бил приписан на града, заедно с околните каменисти ниви и поляни, които господарите от известно време не използвали. Печалбите от обработка на тези земи били малки, но все пак била осигурена издръжката на това социално-здравно заведение за следващите 70 години. Заедно с това на крепостните селяни в района било наредено безплатно да насичат 20 сажена дърва от горите на графа и да ги пренасят за отопление на шпитала. По време на Тридесетгодишната война в шпитала се лекували и ранени войници.
През 1629 година либерецките граждани се оплакали на хейтмана на херцогството Йоахим Юнг фон Югенсфелс, че пътищата и мостовете на територията на града са в катастрофално състояние и той издал разрешение да се събира пътна такса три кройцера или шест пфенига от всяка кола със зърно и от всяка мяра сол. Парите били изрично определени за поддръжка и подобряване на пътищата и мостовете в Либерец.
Граф фон Валдщайн успял да си извоюва престиж и уважение и всред неприятелите си. Докато бил жив, никой не се решил да води военни действия на територията на Фридлантското херцогство и така то не само просперирало, но могло и материално да помага на населенирто на околните територии, които вече били тежко засегнати от войната.
След убийството на граф фон Валдщайн, херцогство Фридланд било разделено, като Фридлантската и Либерецката му части били приписани от император Фердинанд II фон Хабсбург (1619 – 1637) на върховния главнокомандващ войските му, граф Матиас фон Галлас (1584 – 1647). Новият собственик проижождал от старото тиролско семейство Кастелло ди Кампо (Castello di Campo). Целият му живот минал в различни военни операции, така че почти не посещавал новите си имения. Въпреки това успял да издейства от императора две нови привилегии – на 1 юни 1634 година бил основан цехът на стригачите на вълна, а на 22.XII.1638 цехът на тъкачите а сукно се сдобил с императорска грамота за неограничено купуване на вълна и безплатното ѝ превозване.
В този момент започнал дълъг низ от нашествия от неприятелски за императора войски – главно саксонски и шведски. Първото било на 22.VI.1634 и завършило с опожаряване на Либерец. За да се спаси от по-нататъшни разграбвания и палежи, градът на няколко пъти плащал военен данък в пари и натура на неприятелските армии. От ноември 1634 до средата на 1635 година в града бушувала чумна епидемия. През януари 1640 година шведският крал, възпозвайки се от победите си над императора, провъзгласил граф Крищоф фон Редерн за собственик на старите му владения в Северна Чехия. През февруари същата година обаче шведите трябвало да се оттеглят от района. Граф фон Редерн се задържал в замъка Фридланд, но и на него му се наложило да избяга през март 1640. Починал в Германия в началото на 1641 година.
През декември 1643 година пристигнал собственикът на именията – граф фон Галлас. С двора и с щаба си се установил в Либерец. През януари 1644 година наредил гражданите да съставят опълчение и така събрал 235 мъже годни да носят оръжие, които разделил на четири стражи за охрана на отделните градски квартали. Чак до 11.IX.1645 година положението останало относително спокойно. Него ден шведската армия нахлула от север и превзела кметството, като унищожила някои важни документи от архива му. По думите на хрониста на града „причинили най-гнусни отвратителности на жените и децата“. Разорените граждани изпратили парламентаристи. Шведският главнокомандващ генерал Виртенбергер им обещал да ги освободи от военни данъци. През 1647 година граф Mатиас фон Галлас починал. Оставил двама малолетни синове – Антон Панкратиус и Франц Фердинанд, така че нямало кой реално да се погрижи за състоянието в именията Фридланд и Либерец. На 24 октомври 1648 година бил най-сетне подписан Вестфалският мир, с който се слагал край на Тридесетгодишната война. Въпреки това Либерец останал във властта на шведите още цяла година, а последните войници се изтеглили на 27.XI.1649. Резултатите от войната били страшни – избити или загинали от епидемии и глад били повече от половината население на града, за областта около него се пише, че населението останало на една трета спрямо числеността си преди войната. Икономическата катастрофа също била непредставима.

### Либерец от средата на XVII век до 1848 година
След края на Тридесетгодишната война в областите под пряката власт на императора на Свещената Римска Империя на Германския Народ започнала усилена контрареформация. Заедно с това било необходимо да се реконструира цялата империя след разорителните войни. Така за нуждите на църквата и фиска били съставени първите модерни списъци на населението. Сеймът на Чешкото кралство, което било част от империята, заседавал по този въпрос през есента на 1650 година и на 16.XI.1650 бил издаден специален патент даващ съответните правомощия на хайтманите на отделните провинции. Патентът бил придружен и от модел как трябва да се съставя списъкът. Списъкът за Либерец и района бил готов на 21 април 1651 и бил подпечатан от граф Галлас. Съдържа седем рубрики – име, класа, професия, възраст, католик, некатолик, шанс да приеме католицизма. От 6122 души само 545 били католици. Благородниците били семейството на граф Галлас и хайтманът със семейството му. Привилегии на буржоа имали общо 64, а 166 били собственици на домове. Останалите били работници, слуги и бедни.
От населението 68,4% се занимавали с текстил, като тъкачите на платно вече били само 23, а тези на сукно – 136, от които 23 били буржоа. Семейните, като изключим овдовелите, представлявали 37,8% от мъжете и 32,8% от жените. Вдовиците представлявали 10,8% от жените, което било отражение на току-що приключилата война. В буржоазните семейства имало средно по три деца, собствениците на домове – по едно, а бедните често били бездетни. Закрепостени били 71,1% от населението, предимно принадлежащи на графове фон Галлас.
Резултатите от преброяването на населението дали възможност да се проведе вълна на рекатолизация, която продължила до 1654 година. До съседната протестантска област Горни Лужице, която била загубена за Наследствените Земи на Чешката Корона през 1648, избягали около 70 души. Имотите им били конфискувани и разпродадени на безценица – в условията на всеобща бедност просто нямало кой да ги купи.
В резултат на войната и на последвалата я протестантска емиграция спаднало количеството и качеството на произвежданото сукно, намалели експортните възможности. Цехът на тъкачите на сукно значително обеднял и в резултат на данъците въведени от графове фон Галлас – за всеки стан 48 майсенски грошa годишно, за къс (около 18 метра) сукно – 22.5 крайцера, за всеки калфа – 30, а за всеки чирак – 15 крайцера годишно. Като цяло цехът плащал такса за използването на езеро – 20 жълтици и такса за дарак – 200 жълтици годишно. С времето данъците нараствали.
През 1659 година младите графове фон Галлас поели управлението на Фридланд и Либерец, а през 1674 година Франц Фердинанд изплатил на брат си 390 000 жълтици, с което станал едноличен собственик на Либерец и Фридланд.
Икономическите затруднения след края на войната били подсилени и от забраната за свободно купуване на вълна от 1669 година. Тя трябвало вече да се купува изрично от складовете на графове фон Галлас, като още същата година един еврейски търговец с прякор Португалеца получил монополно право за търговия с вълна в областта. Той получил тази привилегия, като обещал да плаща на графската каса по шест крайцера на камък (ок. 10 кг) вълна. Тъкачите на сукно протестирали на базата на императорска грамота от 1638 година и година по-късно свободната търговия с вълна била обновена срещу 3 крайцера на камък вълна. В началото на 1680 година била въведена стандартна такса 500 жълтици годишно.
През 1679 година бил уреден господарски склад, от който трябвало да се изкупуват вълната и бояджийските потреби на цени значително по-високи от пазарните. Едвам след изкупуването на склада, тъкачите смеели да купуват свободно. И това предприятие било дадено за експлоатация на група еврейски търговци. За щастие на тъкачите обаче, количествата от господарския склад покривали едва около 12 – 13% от потреблението.
През 1664 година била издадена привилегия, според която глобите на членове на тъкаческия цех не се внасяли вече в касата на цеха, а в касата на графове фон Галлас. Била въведена и регулация на производството на широко сукно – 1 къс (ок. 15 м) за 2 седмици, което ощетило по-богатите тъкачи. Производството на широко сукно изисквало помощник за прехвърлянето на совалката. Наемането на повече работници било във възможностите само на по-богатите тъкачи. За новия вид по-качествено сукно Kerntuch се въвеждал специален знак за качество – подпечатване с четири печата. В рамките на същата привилегия се изисквала клетва за вярност към господаря от цялата администрация на цеха, което се възприемало като ограничаване на цеховите свободи.
В следваща привилегия от 1700 година се яповядвало при всяко събрание на цеха да има представител на господаря, както и тъкачите, продаващи сукно в Прага, да тръгват заедно и да започват продажбите си по едно и също време. С тази мярка отново се целяло намаляване на изгодите на по-богатите тъкачи.
И другите цехове на града изпитвали доста ограничения. Месарите трябвало да колят и продават еднакво количество месо. Освен това трябвало да колят безплатно за нуждите на господарите и били задълвени да изкупуват суровините, които били излишни за замъка.
Цеховете на пекарите и на дърводелците били задължени, също както тъкачите, да изкупуват първо господарските складове със зърно и дървен материал съответно, като цените също били доста неизгодни, сравнени с цените на свободния пазар.
Либерецките граждани имали все пак един малък успех – през 1661 година графове фон Галлас им върнали правото да варят концентриран алкохол. По-изгодното право за варене на бира обаче не им било върнато.
Гражданите на Либерец се опитали неуспешно да протестират за орязването на правата си пред император Леополд I (1658 – 1705), когато той избягал от Виена в Прага поради чумата през 1679 и 1680 година. Монархът обаче отговорил, че правата на чехите лежат погребани на Била Хора, визирайки антихабсбургското въстание от 1618 – 1621 разгромено именно с битката на Била Хора и дало начало на Тридесетгодишната война. Това изказване на императора предизвикало многобройни въстания из различни райони на Чехия през периода 1680 – 1683, в това число и в Либерец.
Към другите страдания се придала и чумната епидемия, която през 1680 отнела живота на около 400 души в Либерец и близката околност. Било уредено специално гробище за жертвите. Граф и графиня фон Галлас построили и малък параклис „Въздвижение на Св. Кръст“ на гробището. Първата сграда на църквата била малка, с форма на равнораменен кръст, проектирана от известния италиански бароков архитект Марко Антонио Канавале, издигната 1695 – 98 година. Образованият либерецки декан Антониус Игнатиус Копш издействал от графове фон Галлас разрешения за разширяването на гробището (1733) и на църквата (1753 – 56). Тогава бил монтиран и часовник на една от кулите. Органът бил построен през 1757, а декорациите му били завършени през 1763 година. Отец Копш инвестирал немалко собствени средства в мобилиара на църквата. Между най-ценните произведения на изкуството принадлежат късноготическа кедрова полихромна статуя на Св. Дева, изработена през 1506 година, вероятно в Лондон. Освен нея в църквата се намира изображение на Мадоната с Младенеца от средата на XVI век, вероятно от Бартоломей Бехайм, един от учениците на Албрехт Дюрер.
През 1759 година била надстроена сакристията на църквата, като в горния етаж отец Копш отворил първата публична библиотека в града, която действа и до днес. Макар в нея вече отдавна да няма нови постъпления, тя съдържа редки и ценни издания от различни категории на човешкото познание.
По поръчка на Хейтмана на Либерец и Фридланд, Кристиан Плац фон Ерентал, през 1719 – 22 година била издигната чумна колона като знак на благодарност за спасението му от страшната епидемия от 1680 година. Статуите били изработени в ателието на прочутия чешки бароков скулптор Матиас Бернард Браун.
След катастрофите на Тридесетгодишната война започнало възраждане на замрелия културен живот. Сега вече този процес протичал под влияние на рекатолизацията на района. През 1650 година образованието в Либерец било поето от йезуитите от Йичин. В рамките на празника Corpus Christi (Тялото Христово) организирали алегорично представление за Св. Причастие, в което участвали местните ученици. Не е сигурно, дали подобно представление се е повторило преди следващия запис от 1669 година, когато го организирал един от градските тромпетисти.
Към типичните за времето си сценични форми принадлежал и Коледният Витлеем, както и Божият Гроб на Великден. В Либерец първият Божи Гроб бил проведен през 1652 година, а първият Витлеем вероятно през 1653 година, като и двете били организирани от йезуита отец Йоханес Йордан.
Към литургичните представления спадали също пасиони за Цветница и за Разпети Петък. През 1660 година репертоарът бил обогатен с комедия за Рождество Христово, изнесена в салона на кметството от учениците организирани от градския учител и от органиста. От 1690 до средата на XVIII век тази комедия се изнасяла ежегодно, като текстът се обогатявал и променял постепенно.
Доста динамично за времето си било представлението за Възнесенеие Господне, при което статуя на Исус Христос се издърпвала през специален отвор в покрива на църквата „Св. Антоний Велики“, след което отгоре падали цветя. Първото представяне на тази сцена е записано през 1736 година.
Към представленията може да се отнесат и процесиите, особено по време на Страстната седмица, както и всички народни празненства. Светски представления започват да се появяват в Либерец с пътуващите трупи, като първите са се състояли за отбрана публика в салона на кметството през 1666 година. Още тогва обаче на професионалните артисти помагали с някои странични роли и местни любители на театралното изкуство. През 70-те години на XVIII век представленията се преместили в дома на цеха на плетачите на чорапи, а през 1780 там гостувало за два месеца театралното общество на Карл Лудвиг Лернер. По това време изчезват по-старите драматични форми в Либерец.

### Deutschböhmen (1918 – 1945 г.)
Разпадането на Австро-Унгария в края на Първата Световна война и обявяването на наезавимостта на Чехословакия на 28.Х.1918 било възприето враждебно от немците на територията на Чехия и Моравия. Изведнъж те от господстващ, държавен народ – поне в рамките на Предлитавските Провинции на Империята, се превръщали в малцинство в една славянска държава.
Опирайки се на прокламациите на президента на САЩ Уилсън, немското малцинство поискало самоопределение. Идеята била да се създаде преходна държава Deutschböhmen (Немска Чехия) със столица Райхенберг, която по-късно да се присъедини към Германия. След разгрома на Централните Сили във войната обаче, нямало международна политическа воля за осъществяване на подобен сценарий.
Въпреки това Deutschböhmen възникнала. В Либерец било сформирано правителство и дори били издавани кредитни билети (форма на купони) от банката на формиращата се държава. Въпреки това в условията на следвоенния хаос почти всички стоки били остро дефицитни. След кратка несигурност в самия край на 1918 година, чехосковашкото правителство започнало офанзива и през март 1919 армиите на новата република влезли в Либерец. На този етап политическата независимост на Судетите се отлагала.

## Известни личности
Родени в Либерец
- Томаш Енге (р. 1976), автомобилен състезател
- Барбара Кьониг (1925 – 2011), писателка
- Фердинанд Порше (1875 – 1951), инженер
- Херберт Файгъл (1902 – 1988), философ